# Велижанин, Григорий Алексеевич
Григорий Алексеевич Велижанин (18 апреля 1946 — 9 июня 1999, Екатеринбург) — советский хоккеист, защитник. Мастер спорта СССР.

## Биография
Воспитанник «Металлурга» Серов (тренер Лев Моисеев), играл за команду в чемпионате РСФСР в сезонах 1962/63 — 1965/66. Девять сезонов (1965/66 — 1973/74) провёл в «Спартаке» / «Автомобилисте» Свердловск, четыре сезона (1967/68 — 1969/70, 1972/73) отыграл в высшей лиге. В сезоне 1974/75 выступал за СКА Свердловск.
Серебряный призёр хоккейного турнира Зимней Универсиады 1970.
Закончив играть, работал в автосервисе. 9 июня 1999 года тело 53-летнего Велижанина было обнаружено в Екатеринбурге с признаками насильственной смерти.
Сын Павел — хоккеист и тренер.